# Ернст Зигмунд фон Траутмансдорф
Ернст Зигмунд фон Траутмансдорф (на немски: Siegmund Ernst Graf von Trauttmansdorff; * 1694; † 28 ноември 1762) е граф от австрийския род Траутмансдорф.

## Произход
Той е най-големият син на граф Максимилиан Зигмунд фон Траутмансдорф-Вайнсберг (1674 – 1731) и съпругата му графиня Мария Габриела Барбара фон Щархемберг (1673 – 1745), вдовица на Станислаус Весел и граф Франц Карл фон Дюневалд-Пиксендорф († 1693), дъщеря на граф Ернст Рюдигер фон Щархемберг (1637 – 1701), спасителят на Виена от турците 1683 г., и графиня Хелена Доротея фон Щархемберг (1634 – 1688). Най-малкият му брат е Вайкхард Йозеф фон Траутмансдорф-Вайнсберг (1711 – 1788).
Резиденцията на фамилията е градския палат Траутмансдорф на „Бюргергасе 5“ в Грац.

## Фамилия
Ернст Зигмунд се жени на 19 април 1717 г. за Мария Анна (Антония) фон Щархемберг (* 1695; † 1768), дъщеря на граф Гундакар Томас фон Щархемберг (1663 – 1745) и първата му съпруга графиня Мария Беатрикс Франциска фон Даун (1665 – 1701), сестра на фелдмаршал Вирих Филип фон Даун (1669 – 1741), дъщеря на фелдмаршал граф Вилхелм Йохан Антон фон Даун (1621 – 1706) и графиня Анна Мария Магдалена фон Алтхан (1635 – 1712). Те имат двама сина:
- Максимилиан Гундакар фон Траутмансдорф (* 12 февруари 1718; † 9 април 1764), женен на 3 февруари 1743 г. за графиня Мария Розалия фон Заурау (* 28 февруари 1726; † 27 юли 1733); имат две дъщери и син
- Максимилиан Йозеф фон Траутмансдорф